# Пастърмайлия
Пастърмайлия или пастърмалия (на македонска литературна норма: Пастрмајлија) е традиционно ястие от географската област Македония, особено популярно в Щипско и Велешко, днешна Северна Македония, познато и като велешка пита, наподобяващо италианската пица. Обикновено има продълговата, лодкообразна форма, но също така се среща в квадратна и овална. Докато в миналото ястието е приготвяно с овча пастърма, откъдето произлиза и името му, днес се използва главно свинско месо, накълцано на кубчета. Пастърмалията може да е посипана още с кашкавал, гъби или бекон.
Типична е за град Велес и целия регион на град Щип и обожавана от тамошните граждани, като вероятно води произхода си именно от щипския регион. Същевременно пастърмалията се радва на завиден интерес от посетителите на града. В почит на ястието се провежда кулинарният фестивал „Пастърмайлиада“ в Щип, посещаван от голям брой зрители, идващи най-вече от други северномакедонски градове, както и кулинарният феситвал „Велешка питияда“ във Велес.
В миналото се подготвя около Димитровден, когато се колят овце и кози. Днес се приготвя целогодишно в Северна Македония. Срещат се вариации на оригиналната рецепта в различните точки на страната.